# サヒル州
サヒル州（サヒルしゅう、ソマリ語: Saaxil サークシル、アラビア語: ساحل、英語: Sahil）は、ソマリアより事実上独立しているソマリランドの州。州都はベルベラ。北をアデン湾、東をサナーグ州、南をトゲアー州、南西をマローディ・ジェーハ州、西をアウダル州と接している。ソマリランドの州では唯一「隣国」とは陸上で接していない。
内戦前のソマリアの行政区画では北部ガルベード州のベルベラ地区、トゲアー州のシェイク地区に相当する。2地区の人口の合計は251,912人（2014年推定）で、ソマリランドの6州の中では最も少ない。

## 歴史
かつてはベルベラ地区とも呼ばれ、イギリス領ソマリランドを構成する6地区の一つであった。1960年、英領はソマリランド国として短期間の独立を挟んでイタリア領ソマリランドと統合し、ソマリアとして独立。1964年までにボラマ地区（現在のアウダル州）とハルゲイサ地区（現在のマローディ・ジェーハ州）と合併し、北部ガルベード州（直訳は北西部州、別名ハルゲイサ州）となった。1968年から1982年までの期間に北部ガルベード州東部がトゲアー州が分離し、1984年6月に北部ガルベード州西部からアウダル州が分離した。しかしサヒル州は旧英領の6地区のうち、唯一ソマリア政府の統治期に再建されることはなかった。
ソマリア内戦が勃発すると、旧英領は統合前の独立国家「ソマリランド国」の復活を宣言した。1989年12月、ソマリランド政府によってサヒル州が設置される。1998年、トゲアー州からシェイク地区を編入する。2002年の地方自治法では、ソマリランドを構成する6州の一つに位置付けられた。
2008年3月22日にソマリランドの州が再編され、サヒル州の領域は変更された。しかし2020年1月4日に新たな地方自治体法が施行され、領域は元に戻った。

## 行政区画

ソマリランドの地区

2019年地方自治体法によれば、8つの地区（県とも、ソマリ語: Degmo、英語: District）から成り立つ。各地区には規模に応じて最高のA級からD級までの格付けが行われている（なお州都のある地区は必ずA級になる）。2002年時点では5地区であったが、2008年3月22日の再編の際にGo'da WaynとLas Idleが追加された。
- A級（1地区）
  - ベルベラ地区（英語版）

- B級
  - 該当なし。

- C級（1地区）
  - シェイク地区（英語版）

- D級（6地区）
  - マデラ（Mandhere）
  - ブルハー（英語版）（Bulaxaar (Bulhar)）
  - ハガル（英語版）（Xagal (Hagal)）
  - Laas-ciidle (Las Idle)
  - Go'dawayn
  - Laasa-dawaco

## 主要都市
カッコ内はソマリ語の名称。
- Abdaal
- Beeyo Macaan
- ベルベラ（Barbara）
- ブルハー（英語版）（Bulhar (Bulaxaar)）
- El-Darad（Ceel Daraad）
- El-Sheikh（Ceel Sheekh）
- Go'da Wayn
- ハガル（英語版）（Hagal (Xagal)）
- Karin
- Las Idle（Laas Ciidle）
- Siyara（Siyaara）